# Comité Paralímpico de Yemen
El Comité Paralímpico de Yemen es el comité paralímpico nacional que representa a Yemen. Esta organización es la responsable de las actividades deportivas paralímpicas en el país. Es miembro del Comité Paralímpico Internacional y del Comité Paralímpico Asiático.